# Styloperla obtusispina
Styloperla obtusispina är en bäcksländeart som först beskrevs av Wu, C.F. 1973.  Styloperla obtusispina ingår i släktet Styloperla och familjen Styloperlidae. Inga underarter finns listade i Catalogue of Life.